# Michael Wertmüller

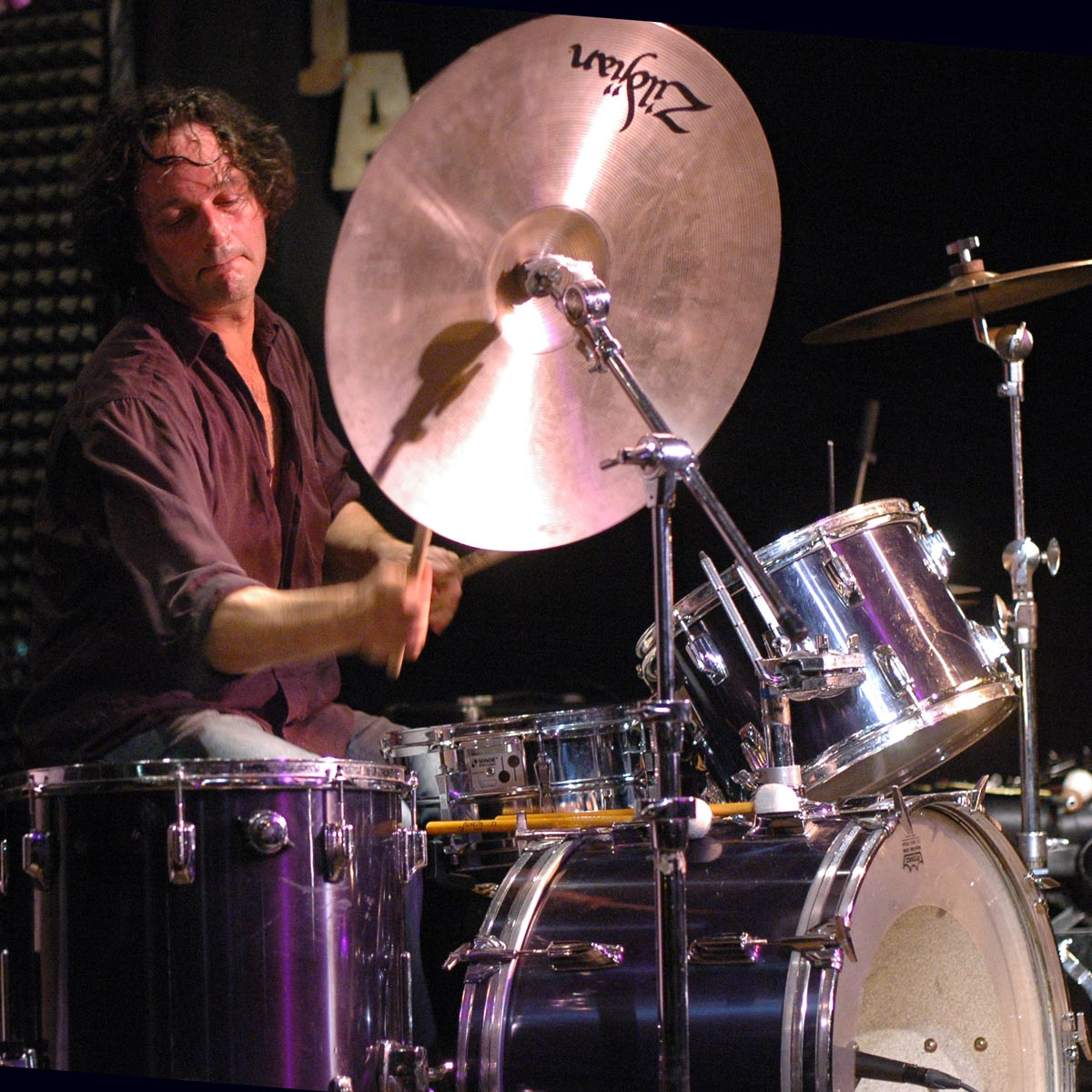
Michael Wertmüller im Schlot, Berlin 2007

Michael Wertmüller (* 20. Oktober 1966 in Thun) ist ein Schweizer Komponist und Schlagzeuger, der in den Bereichen Neue Musik und Jazz arbeitet.

## Leben und Wirken
Wertmüller besuchte von 1982 bis 1985 die Swiss Jazz School, um dann am Konservatorium Bern (bis 1990) und am Sweelinck-Konservatorium Amsterdam (bis 1992) unter anderem bei Misha Mengelberg Komposition zu studieren. Von 1995 bis 1999 war er an der Universität der Künste Berlin bei Dieter Schnebel eingeschrieben. Neben seinem Studium war er von 1989 bis 1991 Mitglied im Berner Sinfonieorchester, Gast in diversen Sinfonieorchestern, u. a. Concertgebouw Orkest Amsterdam, spielte diverse Kammermusik, etliche Radioaufnahmen, Uraufführungen und Solokonzerte.
Wertmüller hat zahlreiche Stücke für unterschiedliche Besetzungen komponiert; seine Stücke wurden u. a. an den Donaueschinger Musiktagen (Sketches and Ballads), MaerzMusik, Musica Viva und dem Lucerne Festival uraufgeführt. Seit 2011 kontinuierliche Zusammenarbeit mit der Opernkompanie NOVOFLOT.
- Die Oper „Anschlag“ (Libretto Lukas Bärfuss) wurde 2013 beim Lucerne Festival uraufgeführt.
- Die Oper „weine nicht, singe“ (Libretto Dea Loher) 2015 in der Hamburgischen Staatsoper.
- Die komische Oper "Valentin", Regie Herbert Fritsch, wurde 2017 im Hamburger Schauspielhaus uraufgeführt.
- Die Oper „Diodati. Unendlich“, Libretto von Dea Loher, hatte im Februar 2019 am Theater Basel die Uraufführung.
- Die Oper „D.I.E“, Libretto von Rainald Goetz, Bühnenbild von Albert Oehlen, wurde 2021 bei der Ruhrtriennale uraufgeführt.
- Die Oper "Ein Ermordeter aus Warschau", Libretto von Max Czollek wurde 2024 beim Kunstfest Weimar uraufgeführt.
- Die Oper "Echo 72. Israel in München", Libretto von Roland Schimmelpfennig wurde im Januar in der Staatsoper Hannover uraufgeführt.

Regelmässige Aufführungen der Werke fanden bei Festivals wie MaerzMusik, Berlin, musica viva, München, Ultraschall Festival, Berlin, Akademie der Künste Berlin, Biennale Tel Aviv, JazzFest Berlin, musique action, Nancy, Huddersfield Contemporary Music Festival und auf dem London Jazz Festival statt. Wertmüller arbeitete mit Literaten wie Reinhard Jirgl, Wolfgang Hilbig, Lukas Bärfuss, Dea Loher, Michael Lentz, Monika Rinck, Max Czollek und Peter Weber zusammen. Als Gastdozent unterrichtet er an der Humboldt-Universität und ist seit 2007 Dozent für Instant Composing / Improvisation an der Berliner Universität der Künste. Wertmüller lebt in Berlin.

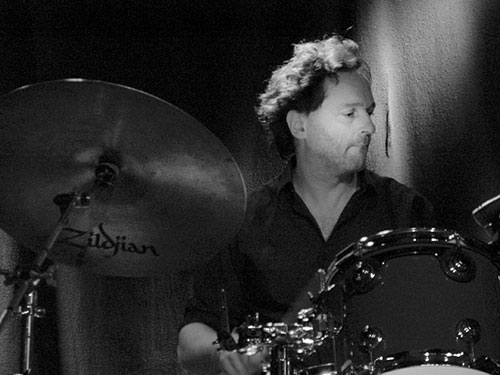
Michael Wertmüller in Aarhus, Dänemark

Zwischen 1991 und 1999 gab er über 250 Konzerte mit der Jazzcore-Band Alboth! in Europa, Nordamerika und Japan. Seit 1992 spielt er mit Peter Brötzmann in unterschiedlichen Konstellationen (u. a. in Full Blast mit Marino Pliakas). Ausserdem spielte er Festivals und Konzerttourneen in Europa, Japan, Nord- und Südamerika, Asien, Afrika mit u. a. Stephan Wittwer, Caspar Brötzmann, Peter Brötzmann, Ken Vandermark, Jim O’Rourke, Otomo Yoshihide, Werner Lüdi („Blauer Hirsch“), Alex Buess, William Parker, Bill Laswell, Toshinori Kondō, Holger Czukay, Blixa Bargeld und John Cale. 
Als Theatermusiker arbeitete er für Christoph Schlingensief. Für dessen Stück Eine Kirche der Angst vor dem Fremden in mir, das 2009 das Theatertreffen in Berlin eröffnete, hat er die Musik geschrieben. Schlagzeugbeats stehen neben leisen Orgeltönen, Zuspielungen aus Richard Wagners Parsifal und seinem Liebestod neben einem afrikanischen Gospelchor. Zwei Sopranistinnen singen Material von Arnold Schönberg und Wertmüllers eigene Kompositionen kommen hinzu. Das Stück wurde zum Theatertreffen in Berlin eingeladen.
2024 erschien ein Sonderband bei "MUSIK-KONZEPTE"  im Verlag edition text + kritik.

## Auszeichnungen
1993 erhielt er den Ersten Preis beim Drummer Contest Amsterdam. 2001 war er Artist in Residence in Los Angeles und 2004 Stipendiat der Berliner Akademie der Künste. Ein Aufenthaltsstipendium in Kairo nahm er 2005 wahr. 2006 erhielt Wertmüller den Kulturpreis der Stadt Thun, 2010 Aufenthaltsstipendium in Sofia, 2022 in St. Petersburg und 2023 in Rom, ebenfalls von der Kulturstiftung Pro Helvetia. 2024 Aufenthaltsstipendium in London (Landis & Gyr Stiftung).

## Diskografie (Auswahl)
- Alboth!: Amour (1991, Permis de Construire)
- Alboth!: Ali (1993, Pandemonium Records)
- Sprawl, Wertmüller/Brötzmann/Parker/Wittwer/Buess (1996, Trost Records)
- Werther/Wittwer: I (1997, Grob, Köln)
- Brötzmann/Parker/Wertmüller: Nothung, Live at the Knitting Factory (2001, Intone Records, Los Angeles)
- die zeit. eine gebrauchsanweisung. (2002, Grob, Köln, mit Kammerensemble Neue Musik Berlin)
- Wertmüller (2004, Grob, Köln, interpretiert von Steamboat Switzerland)
- Full Blast: Black Hole (2008, Atavistic, Chicago)
- Full Blast and Friends: Crumbling Brain (2009, Okka Disc, Chicago)
- The Specter Of Genius: Wertmüller/Rupp (2009, Jazzwerkstatt, Berlin)
- Steamboat Switzerland: Play Wertmüller: Zeitschrei (2012, Trost Records, Wien)
- Full Blast: live in NY, Tonic (2014, Trost Records, Wien)
- Terrain! Terrain! Pull Up! Pull Up! für BigBand (2015, NEOS)
- Full Blast: live in Rio (2019, Trost Records, Wien)
- MusikFabrik, Steffen Schleiermacher, Kaija Saariaho, Michael Wertmüller: Sturm (2019, WERGO)
- Shlimazl für Bigband und Sinfonieorchester, NDR Bigband und Sinfonietta Basel, Lucas Niggli, Kalle Kalima (2024 TROST Records)